# 抓娃娃 (电影)
《抓娃娃》是2024年中国大陆喜剧片，由闫非、彭大魔执导，两人与林炳宝共同编剧，沈腾、马丽领衔主演。该片是闫非与彭大魔继《夏洛特烦恼》《西虹市首富》后第三次合作的电影长片；2024年7月16日在中国大陆上映。

## 剧情概要
《抓娃娃》讲述了西虹市的马成钢和春兰一家为了改变命运而投入到对他们二儿子的特别培养中。马成钢是当地的超级富豪，出身贫困，认为自己的成功得益于小时候的艰难经历。由于他的大儿子马大俊不成才，马成钢希望将儿子马继业培养成另一个自己。他们实施了一系列“特殊训练”，包括艰苦的生活条件和苦难教育，这些训练实际上是马成钢为了提升儿子的意志力和抗压能力而精心设计的。
后来，马成钢希望马继业考上清北，并为此制定了详细的计划。马继业曾经被体校教练看中，但为了让马继业能考上清北，马成钢使用了计谋迫使儿子放弃去体校的机会。马成钢在家中的地下指挥中心密切监控并策划了一切，精心操控着马继业的周遭环境，从家里到菜市场都不放过。马成钢夫妇聘请了一名教育专家假扮成马继业的奶奶，并继续维持一穷二白的假象。尽管这一切进展顺利，但马继业心中早已产生了怀疑。并在高中时期逐渐发现了更多的漏洞，也越发察觉到了对自己的监视。
最后，他在模拟考的分数超过了700，很有希望考上。但在高考的第一场考试中，马继业提前交卷并采取行动来摆脱他认为所存在的对他的监控，并最终了解到了事实的真相。而同时，他的哥哥马大俊也终于攀登珠峰成功。次年，马继业以700以上的高分，考入了自己心仪的体育大学，并参加了一场马拉松比赛。虽然父母并未到达现场，但哥哥依然亲自为其加油。虽然跑不到第三梯队。但他依然坚持。最后，他捡起来了运动员们所扔掉的空瓶。并在明显落后的情况下，依然抱着所有的空瓶奔跑着。

## 演员列表
- 沈腾 饰演 马成钢
- 马丽 饰演 春兰
- 萨日娜 饰演 奶奶／李老师
- 史彭元 饰演 青年马继业，马成钢与春兰的儿子。
  - 肖帛辰 饰演 少年马继业
- 张子栋 饰演 马大俊
- 贾冰 饰演 贾总
- 魏翔 饰演 政治魏老师
- 李嘉琦 饰演 张飞飞
- 孙贵权 饰演 保镖孙权
- 杨文哲 饰演 保镖杨哲
- 赵凤霞 饰演 姥姥
- 马文波 饰演 姥爷
- 陈冰 饰演 书店周叔叔
- 骆佳 饰演 厨师王师傅
- 屈爽 饰演 保姆王阿姨
- 于洋 饰演 手机店老板
- 李宗恒 饰演 司仪
- 刘鉴 饰演 于教练
- 丁柳元 饰演 丁老师
- 王成思 饰演 肉铺老板
- 张一鸣 饰演 大翔队庄强
- 陶亮 饰演 殡仪馆馆长
- 芮丹尼 饰演 马彼得

## 制作
该片曾于2016年立项备案片名为《资本接班人》，主创亦于当年出席影片宣传，然而在创作过程中，导演闫非、彭大魔接到改编《布鲁斯特的百万横财》的提案，故该片制作被搁置；2023年以《抓娃娃》作为片名立项，2024年6月宣布定档时片名变更为《接班人计划》，6月27日再次变更片名为《抓娃娃》。2024年2月，该片被曝开始拍摄，同年6月13日宣布杀青。

## 原声音乐
| 曲序 | 曲目               | 演唱       |
| ---- | ------------------ | ---------- |
| 1.   | 我想当风（片尾曲） | 鹿先森乐队 |

## 发行
该片原定2024年7月18日在中国大陆正式上映，7月2日宣布提档至7月16日上映，7月13日至15日进行全国点映。华人影业获得该片的国际发行权，负责在北美、澳大利亚、新西兰和比荷卢联盟的院线上映，分别于8月1日在澳大利亚和新西兰上映，8月2日在美国、加拿大、英国和爱尔兰上映，8月8日在新加坡上映，8月22日在马来西亚和文莱上映。2024年9月30日上线中国大陆流媒体平台。

## 反响

### 评价
文学报评价称，《抓娃娃》表面上是一部关于民营企业接班人培养的喜剧，实际上却以精密影像叙事和极具历史感的剧本，对教育与阶层跨越、工农立国与致富路径、民营企业发展与代际传承等命题进行了探讨。影片从以夸张的手法展现了教育“内卷”下“过密化”培养的弊端；以成功学叙事呼应了当前中产焦虑的背景，并提供了一种“减压阀”式的解决方案；影片的结局则完成了对于子女自身成长主体性尊重的讽喻式表达。

### 票房
《抓娃娃》在中国大陆点映连续两日夺得单日票房冠军，其中第2日单日票房突破2亿人民币，是春节档影片《热辣滚烫》之后时隔147日再次有电影获得该票房成绩，且自点映起连续15日蝉联单日票房冠军。7月19日总票房突破10亿人民币，成为2024年春节档后第二部票房破十亿的影片。《抓娃娃》是中国大陆影史第22部票房超30亿的影片，以32.54亿人民币的票房成绩夺得中国大陆2024年暑期档票房冠军，同时暂列年度票房榜第3名以及进入影史票房榜前20名。
| 上一届： 《默杀》 | 2024年中国内地一周票房冠军 第29-32周 | 下一届： 《异形：夺命舰》 |

## 奖项荣誉
| 年份   | 颁奖礼                     | 奖项       | 入围者     | 结果 | 参考   |
| ------ | -------------------------- | ---------- | ---------- | ---- | ------ |
| 2024年 | 第19届中国长春电影节金鹿奖 | 评委会大奖 | 《抓娃娃》 | 獲獎 | [ 27 ] |